# Edwin Klebs
Edwin Klebs (ur. 6 lutego 1834 w Królewcu, zm. 23 października 1913 w Bernie) – niemiecki patolog. Znany jest głównie za swoje prace nad chorobami zakaźnymi.
Od 1852 student medycyny w Królewcu, Würzburgu, Jenie i Berlinie. W 1856 został doktorem medycyny w Berlinie. Od 1859 był asystentem w Królewcu, następnie w latach 1861–1866 w Berlinie u Rudolfa Virchowa w jego Instytucie Patologicznym w Berlinie. W 1867 profesor patologii na Uniwersytecie w Bernie, od 1872 profesor zwyczajny w Würzburgu, od 1873 w Pradze, w latach 1882-1893 wykładał w Zurychu. W 1883 wykazał, że czynnikiem etiologicznym błonicy jest Corynebacterium diphtheriae. Bakteria ta znana była kiedyś jako bakteria Klebsa-Löfflera.
Rodzaj Klebsiella nazwany jest na jego cześć.

## Prace
- Handbuch der pathologischen Anatomie, 2 tomy, Berlin 1868-1876